# Lina Nyberg
Lina Nyberg, född 27 februari 1970 i Stockholm, är en svensk jazzsångare och kompositör. 

## Biografi
Lina Nyberg debuterade 1993 med albumet Close tillsammans med pianisten Esbjörn Svensson. Hon har sedan dess givit ut ett stort antal album med olika konstellationer i eget namn och turnerat runt om i världen. År 2007 kom Brasil Big Bom, där Lina Nyberg tillsammans med saxofonisten Magnus Lindgren arrangerade brasiliansk musik för ett mindre storband. Hösten 2008 och våren 2009 gjorde hon en egen show och firade 20-årsjubileum som artist på Teaterstudio Lederman i Stockholm. Sveriges Radio spelade in konserten, vilken gavs ut 2009 under namnet The Show.
Nyberg var i april 2006 en av initiativtagarna till nätverket Impra som arbetar för jämställdhet mellan män och kvinnor i musikvärlden.
2013 presenterades P2s nya ”signatur”, komponerad av Nyberg. Hennes signaturmelodi förekommer i flera versioner: ett par orkesterversioner samt world-, jazz-, latin- och folk-versioner.

2014 utkom Nyberg med dubbelalbumet The Sirenades. På albumet samarbetar hon med pianisten Cecilia Persson, basisten Josef Kallerdahl, trumslagaren Peter Danemo, gitarristen David Stackenäs och Norrbotten Big Band. Albumet fick mycket fina recensioner i press och radio. 2016 kom dubbelalbumet Aerials dels med Nybergs musik för stråkkvartetten Vindla och dels med versioner på jazzstandards med hennes eget band. Aerials nominerades till Grammis och Manifestpriset. 2016 tilldelades Lina Nyberg Kungliga Musikaliska Akademins jazzpris. Hon fick priset med motiveringen:
”Lina Nyberg har under många år och med stor konstnärlig integritet utformat en musikalisk värld som med sitt lekfulla allvar inspirerat, utmanat, förvånat och behagat. Hon har även i kraft av sitt kulturpolitiska engagemang gjort viktiga insatser för den konstnärligt syftande musikens utövare. Hennes omfattande produktion och mångfacetterade artisteri gör henne till en av den svenska jazzens mest kreativa centralgestalter och en i flera avseenden lysande förebild.”
2017 kom dubbelalbumet Terrestrial bland annat med beställningsverk för Norrlandsoperans symfoniorkester som uruppfördes vid Umeå Jazzfestival i oktober 2017. 2020 valdes Lina Nyberg in som ledamot i Kungliga Musikaliska Akademien och 2021 tilldelades hon Jan Johansson stipendiet
2022 blev hon utsedd till Composer in Residence hos Bohuslän Big Band. 
Lina Nyberg är dotter till konstnären Marja Ruta och illustratören och tecknaren Ola Nyberg och är gift med saxofonisten Fredrik Ljungkvist, med vilken hon har en dotter.

## Utmärkelser och priser
- 2011 – Jazzkatten
- 2014 – Lars Gullin-priset[12]
- 2014 – Bert Levins stiftelse för jazzmusik
- 2016 – Kungliga Musikaliska Akademins jazzpris[13]
- 2017 – Gyllene skivan för albumet "Terrestrial"[14]
- 2021 – Jan Johansson Stipendiet [15]

## Diskografi
- 1993 – Close (Prophone)
- 1994 – When the Smile Shines Through (Prophone)
- 1996 – So Many Stars (Prophone)
- 1997 – Temper (Prophone)
- 1998 – Open (Prophone)
- 2000 – Smile (Prophone)
- 2001 – Brasilien (Prophone)
- 2003 – Time (Prophone)
- 2004 – A Song Book (Spice of Life)
- 2004 – Saragasso (Moserobie)
- 2006 – Tellus (Moserobie)
- 2007 – Brasil Big Bom (Caprice)
- 2009 – The Show (Moserobie)
- 2010 – West Side Story (Hoob)
- 2011 – Palaver (Moserobie)
- 2014 –  The Sirenades (Hoob)
- 2015 – Musikfamiljen (Hoob)
- 2016 –  Aerials (Hoob)
- 2017 – Terrestrial (Hoob)
- 2020 – The Clouds (Hoob)
- 2021 – The Night and the Music (Prophone/Naxos)
- 2022 – Anniverse (Hoob)
- 2023 – The World’s a Stage (Prophone/Naxos)